# Moema piriana
Moema piriana är en fiskart som beskrevs av Costa, 1989. Moema piriana ingår i släktet Moema och familjen Rivulidae. Inga underarter finns listade i Catalogue of Life.